# Сухая Чигла
Сухая Чигла — река в Воронежской области России, правый приток Чиглы. Устье реки находится у сёл Вознесеновка и Новоникольский Таловского района.

## Описание
Представляет собой типично равнинную реку с преимущественно снеговым питанием.  В летние месяцы уровень реки определяется многочисленными родниками. На почти всем протяжении глубины не превышают двух метров, берега пологие, заросшие. В многочисленных балках формирующих водную систему реки обустроен каскад прудов. Наиболее значительный приток река Таловая (Балка Таловая), впадает северо-западней пгт Таловая на 24 км от устья, слева.

## Экологическое состояние
До проявления воздействия хозяйственной деятельности в реке водились свойственные чистым рекам породы рыб, например, пескарь, плотва, щука, лещ и язь. Водились раки.
С 1970-х годов началась деградация реки, вызванная в тот период «химизацией сельского хозяйства». Из-за стоков пгт Таловая на протяжении почти 10 км река практически исчезла. Сейчас в оставшихся участках реки водятся только устойчивые к загрязнениям породы рыб, такие, как карась и линь.

## Данные водного реестра
По данным государственного водного реестра России относится к Донскому бассейновому округу, водохозяйственный участок реки — Битюг, речной подбассейн реки — бассейны притоков Дона до впадения Хопра. Речной бассейн реки — Дон (российская часть бассейна).